# Comunicazione senza connessione
Una comunicazione senza connessione (in inglese connectionless communication, o CL-mode), nelle telecomunicazioni ed in particolare nelle reti a commutazione di pacchetto, è un metodo di trasmissione dati in cui ogni pacchetto dati trasporta informazioni nell'intestazione (header) nel quale  l'indirizzo di destinazione è sufficiente per permettere una spedizione indipendente del pacchetto alla sua destinazione attraverso la rete stessa. Un pacchetto trasmesso in una modalità senza connessione è frequentemente chiamato datagramma.

## Descrizione
Questa tipologia di comunicazione ha il vantaggio, rispetto a una comunicazione orientata alla connessione, di un basso sovraccarico di lavoro. Permette inoltre operazioni di broadcast e multicast, che possono salvare più di una risorsa di rete quando c'è bisogno di trasmettere gli stessi dati a diversi destinatari. D'altronde una connessione è sempre unicast (punto-punto). I protocolli di rete senza connessione più diffusi e utilizzati sono l'User Datagram Protocol, l'Internet Protocol, e l'IEEE 802.2.